# Marine Le Pen
Marion Anne Perrine (Marine) Le Pen (Neuilly-sur-Seine, 5 augustus 1968) is een Franse politica en was van 2011 tot 2022 voorzitter van het rechtse Rassemblement national. In 2011 en 2015 noemde het magazine Time haar een van de 100 invloedrijkste personen ter wereld. Driemaal was ze kandidaat voor de presidentsverkiezingen in Frankrijk. Tweemaal bereikte ze de tweede ronde, in 2017 en 2022, maar ze werd beide keren verslagen door Emmanuel Macron.

## Biografie
Marine Le Pen is een dochter van Pierrette Lalanne en Jean-Marie Le Pen, de oud-leider van het Franse Front national die vijf keer kandidaat was bij de presidentsverkiezingen (1974, 1988, 1995, 2002, 2007). Ze is de jongste van drie dochters. Ze werd gedoopt in de La Madeleine-kerk in Parijs. Haar  dooppeter was Henri Botey, een verwant van haar vader. Ze is de tante van Marion Maréchal-Le Pen.
Ze studeerde rechten aan de Panthéon-Assas Universiteit in Parijs. Ze werkte na haar afstuderen zes jaar als advocaat. Sinds haar achttiende is ze lid van het Front national.
In 1995 huwde ze met Franck Chauffroy, die voor het Front National werkte. Ze hebben samen drie kinderen. Na haar echtscheiding in 2000, huwde ze met Eric Lorio in 2002, de voormalige secretaris van het Front National en voormalig adviseur bij de regionale verkiezingen in Nord-Pas-de-Calais. Ze scheidden in 2006. Van 2009 tot 2019, had ze een relatie met Louis Aliot, die van Franse (Pied-noir) en Algerijns-Joodse afkomst is.

## Politieke loopbaan en ideologie

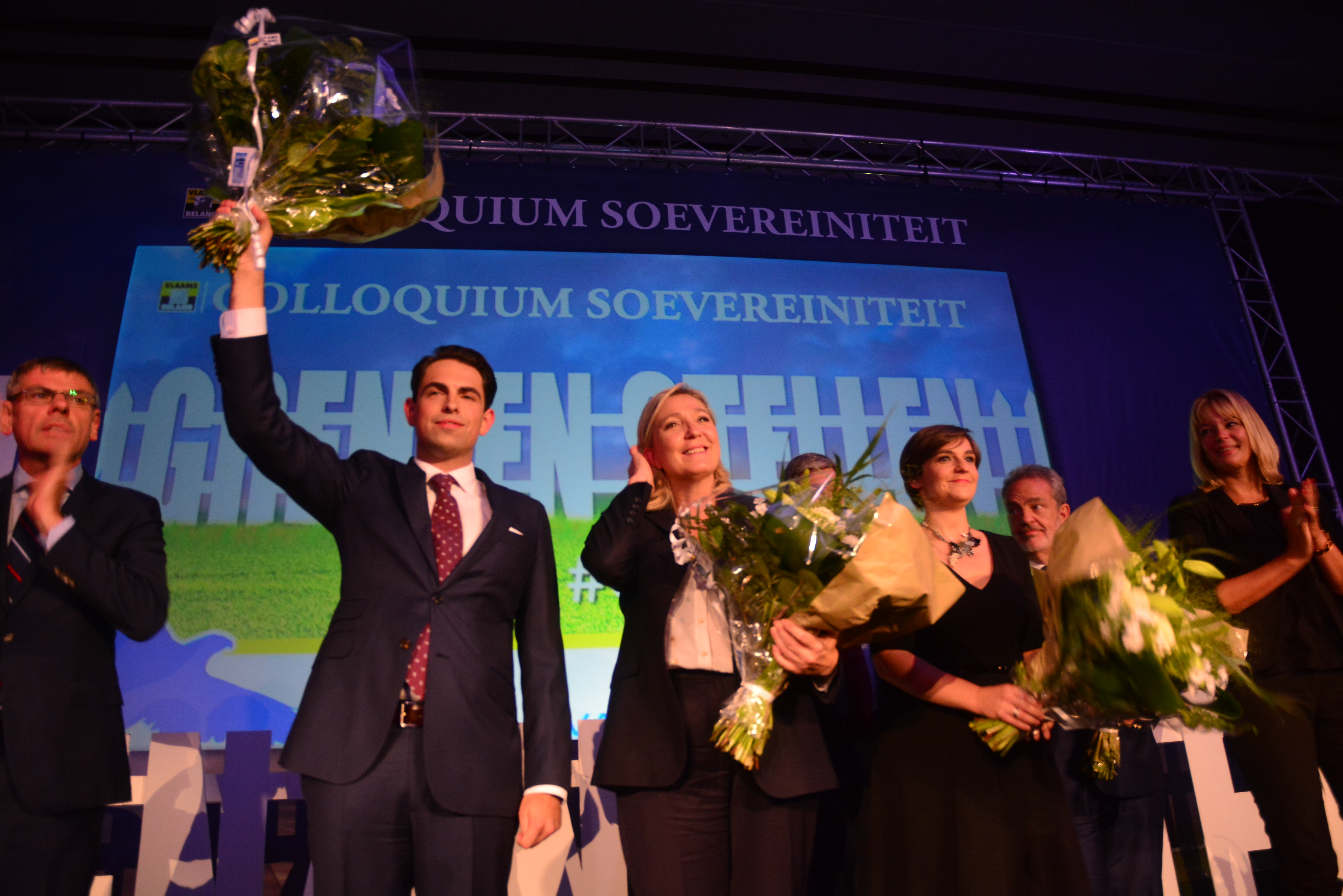
Tom Van Grieken (Vlaams Belang) en Marine Le Pen (Front national) op het Congres 'Grenzen Stellen' in het Vlaams Parlement.

Marine Le Pen is op het gebied van wetgeving rond abortus en homoseksualiteit vrijzinniger dan een groot deel van de traditionele achterban van het Front National (FN). Met name veel katholieken binnen haar partij zijn bijvoorbeeld principieel tegen abortus. Een ander deel van de achterban steunt haar evenwel. Bij de keuze tussen Bruno Gollnisch en Marine Le Pen voor het partijleiderschap van het FN, na het vertrek van haar vader Jean-Marie Le Pen, speelden de uiteenlopende standpunten van beide kandidaten over thema's als abortus een grote rol.
Le Pen heeft zich vaak als fervent tegenstander opgeworpen van de islamitische klederdracht. Zo maakt ze tijdens de presidentsverkiezingen van 2017 verscheidene keren duidelijk noch de  boerka, noch de hidjab of de nikab te aanvaarden in de publieke ruimte. Ook over de dracht van andere religieuze symbolen, zoals de tulband of de keppel, is ze sceptisch.
Ze bekleedde namens haar partij diverse politieke functies en was lijsttrekker van het Front National in het regionale kiesdistrict Île-de-France voor de Europese verkiezingen in 2004. Ze werd op 13 juni verkozen tot lid van het Europees Parlement. Ze bleef dit tot 2017.
In de eerste ronde van de Franse regionale verkiezingen in maart 2010 behaalde Le Pen met het FN bijna 40 procent van de stemmen in haar thuisbasis Hénin-Beaumont, in het noorden van Frankrijk.
Bij een partijcongres in Tours op 16 januari 2011 werd Marine Le Pen verkozen tot president van het Front National. Ze won een interne verkiezing met tweederdemeerderheid (67,65%, 11.546 stemmen).
Le Pen was kandidaat bij de Franse presidentsverkiezingen van 2012 en behaalde 17,90 procent van de stemmen, het beste resultaat uit de geschiedenis van de partij. Ze overtrof hiermee het resultaat van haar vader Jean-Marie Le Pen, die in de presidentsverkiezingen van 2002 met 16,86 procent van de stemmen op de tweede plaats eindigde en in de tweede ronde opnam tegen de zittende president Jacques Chirac.
Ze verzette zich tegen westerse interventie in de Libische Burgeroorlog van 2011 en plannen voor Westerse militaire actie in Syrië. Op 13 november 2013 kondigde ze aan samen te gaan werken met PVV-leider Geert Wilders.
Na de Russische annexatie van de Krim in 2014 bezocht Le Pen Moskou, waar ze een ontmoeting had met de voorzitter van de Doema, Sergey Narisjkin en steunde Ruslands streven naar de zogenaamde federalisering van Oekraïne. Le Pen pleitte voor de oprichting van de as Parijs-Berlijn-Moskou en zou graag met Vladimir Poetin willen samenwerken om "christelijke waarden in het Europese erfgoed te verdedigen". Ze beschreef Vladimir Poetin zelf als een patriot.
Op 24 april 2017 droeg Le Pen tijdelijk het voorzitterschap van haar partij over om zich volledig op de presidentsverkiezingen te kunnen richten. In de eerste ronde behaalde Marine Le Pen 21,43% van de stemmen, maar ze verloor de eindronde op 7 mei van haar rivaal Emmanuel Macron. Nadat Poetin in februari 2022 zijn invasie van Oekraïne had gelanceerd, beval ze de intrekking van verkiezingsfolders, die een foto van haar met de Russische president toonden.
Ze behaalde in de eerste ronde van de presidentsverkiezingen in april 2022, 23 procent van de stemmen, haar beste resultaat tot dan toe, waardoor ze in de beslissende tweede ronde op 24 april opnieuw tegenover Emmanuel Macron kwam te staan. De tweede ronde werd evenwel door Macron gewonnen. Le Pen behaalde met 41,5 procent wel een hogere score dan vijf jaar eerder.

### Veroordelingen

#### Misbruik van Europees geld
Op last van het Europees Parlement moest Marine Le Pen bijna 300.000 euro terugbetalen voor 31 januari 2017. Ze had hiermee personeel van haar partij betaald. De Europese antifraudedienst verdacht haar ervan twee fictieve parlementaire assistenten betaald te hebben. Le Pen reageerde dat ze "zich niet zou onderwerpen aan vervolging, aan een eenzijdige beslissing door politieke tegenstanders zonder respect voor de rechtsstaat, het recht van verdediging, zonder bewijzen". Dit onderzoek maakte deel uit van een zaak waarbij de 23 Europarlementariërs van het FN 29 parlementaire assistenten te werk stelden, die meer voor de partij zouden werken dan voor Europese dossiers. Dit betekende een verlies van 5 miljoen euro voor de EU die door de Europese belastingbetaler gefinancierd werd.
Op 31 maart 2025 werd Le Pen door een rechtbank in Parijs schuldig bevonden aan verduistering van €4,4 miljoen van het Europees Parlement. Als Europarlementariër had ze geld dat bedoeld was om assistenten in Brussel te betalen, gebruikt voor de betaling van partijmedewerkers in Frankrijk. Ze werd veroordeeld tot vier jaar cel, waarvan twee voorwaardelijk, en per direct uitsluiting van verkiezingskandidatuur gedurende vijf jaar. Als de politica in beroep gaat, wordt haar uitsluiting niet opgeschort, wat betekent dat het bijna onmogelijk wordt voor haar om te kunnen deelnemen aan de volgende presidentsverkiezingen in 2027. Als ze in beroep wint, vervalt de schorsing, maar die uitspraak kan nog jaren op zich wachten, waardoor ze in tijdsnood zou geraken om nog een degelijke verkiezingscampagne voor het presidentschap te organiseren. Haar effectieve celstraf van twee jaar mag ze thuis uitzitten met een enkelband.

#### Laster
In oktober 2023 werd Le Pen veroordeeld wegens laster tegen de Franse NGO Cimade toen ze de organisatie in een televisie-interview in januari 2022 ervan beschuldigde "medeplichtig te zijn aan smokkelaars" en betrokken te zijn bij een "illegaal immigratienetwerk uit de Comoren" in Mayotte.

### Autobiografie
- (fr)  À contre flots, Jacques Grancher, 2006 ISBN 2733909576